# 2008年北京パラリンピック
2008年北京パラリンピック（2008ねんペキンパラリンピック、第十三届残疾人奥林匹克运动会、第十三届夏季残奥会、2008年夏季残奥会）は、2008年9月6日から9月17日まで、中華人民共和国の首都・北京で開催された夏季パラリンピック第13回大会。北京2008（Beijing 2008、北京2008）と呼称される。
北京オリンピック同様、馬術競技とセーリングの2種目はそれぞれ香港、青島で行われた。2005年6月26日に北京五輪組織委員会が発表した大会スローガンは「One World, One Dream（同一个世界 同一个梦想）（ひとつの世界、ひとつの夢）」。スローガンは北京オリンピックと共通。
これまではオリンピックとパラリンピックが同一開催地で開かれる場合、組織委員会は原則としてオリンピック・パラリンピック別々に組織されていたが、2001年に国際オリンピック委員会と国際パラリンピック委員会が交わした連携強化に関する合意文書に基づき、本大会からパラリンピック組織委員会がオリンピック組織委員会に統合され、オリンピック組織委員会が運営する初めてのパラリンピックとなった。

## 大会マスコット
“幸福をもたらす牛”という設定。黙々と努力するというイメージから牛が選ばれた。北京オリンピックのマスコット福娃の父という設定である。
- 福牛楽楽（フーニウラーラー・fu niu lele・福牛乐乐） - モチーフは牛。

## 聖火リレー
聖火の採火式は8月２８日、北京の天壇公園で行われた。
聖火リレーは、バンクーバー、ロンドン、ソチ、香港を回る海外経路も計画されていたが中止され、中国国内の2経路では成都、重慶、ウルムチなどが外された。リレーは8月29日から2つの経路で行われ、9月5日北京で合流。6日、主会場である「鳥の巣」国家体育館の聖火台に火が灯された。

## 開催種目
- アーチェリー（詳細）
- 陸上競技（詳細）
- ボッチャ（詳細）
- 自転車（詳細）
- 馬術（詳細）
- サッカー
  -  5人制サッカー（詳細）
  -  7人制サッカー（詳細）
- ゴールボール（詳細）
- 柔道（詳細）
- パワーリフティング（詳細）
- ボート（詳細）
- セーリング（詳細）
- 射撃（詳細）
- シッティングバレーボール（詳細）
- 水泳（詳細）
- 卓球（詳細）
- 車いすバスケットボール（詳細）
- 車いすフェンシング（詳細）
- 車いすラグビー（詳細）
- 車いすテニス（詳細）

## 競技会場
基本的に北京オリンピックと同じ会場で行われた。

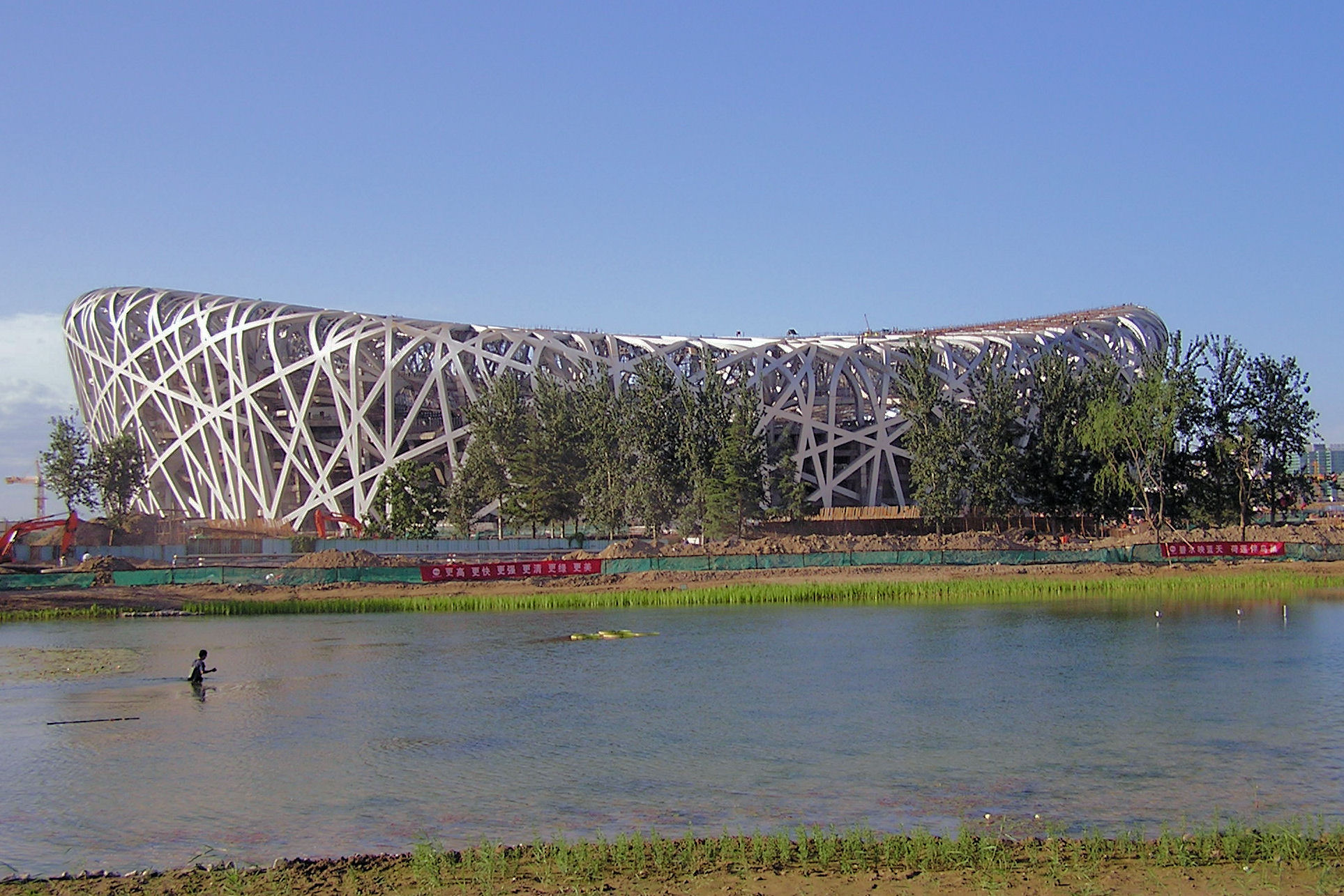
北京国家体育場

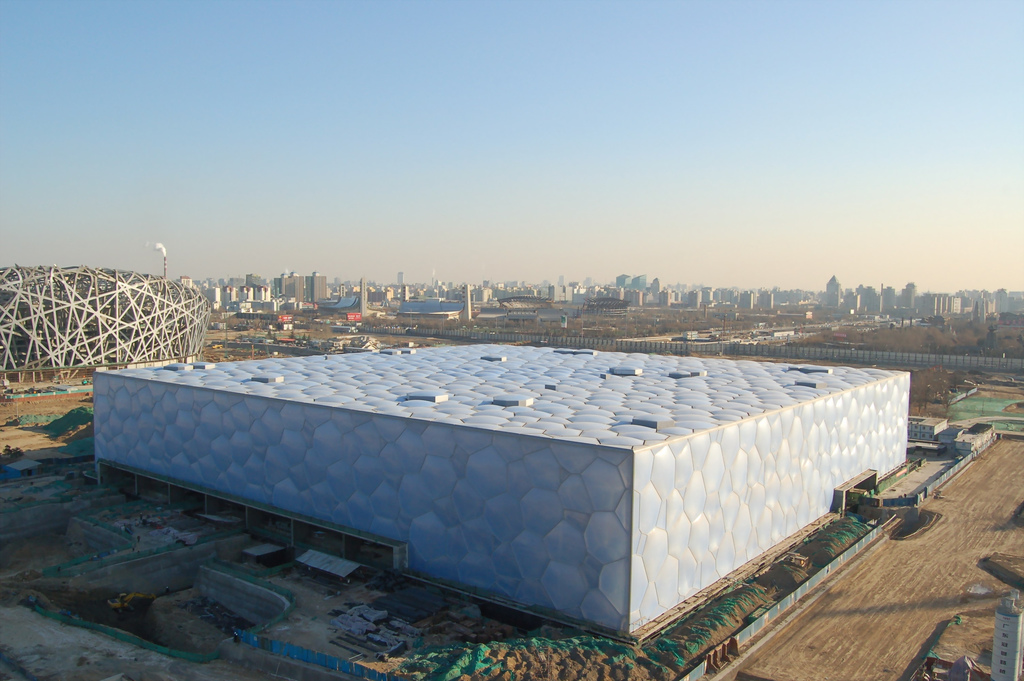
北京国家水泳センター（左端に見えるのが通称・「鳥の巣」と言われる国家体育場）

### オリンピック公園（オリンピック・グリーン）
- 北京国家体育場（9万1000人収容）：開閉会式、陸上競技[1]
- 北京国家水泳センター（1万7000人収容）：水泳[1]
- 北京国家体育館（1万9000人収容）：車いすバスケットボール[1]
- 北京国家会議センターフェンシング館（6000人収容）：ボッチャ、車いすフェンシング[1]
- オリンピック公園アーチェリー場（5384人収容）：アーチェリー[1]
- オリンピック公園ホッケーセンター（1万7000人収容）：5人制サッカー、7人制サッカー[1]
- オリンピック公園テニス場（北京国家テニスセンター（英語版、中国語版）、1万7400人収容）：車いすテニス[1]

### オリンピック公園外
- 北京大学体育館（8000人収容）：卓球[1]
- 中国農業大学体育館（8200人収容）：シッティングバレーボール[1]
- 北京科技大学体育館（8024人収容）：車いすラグビー、車いすバスケットボール（一部の試合）[1]
- 北京理工大学体育館（5000人収容）：ゴールボール[1]
- 北京航空航天大学体育館（6000人収容）：パワーリフティング[1]
- 北京射撃館（8600人収容）：射撃[1]
- 老山自転車館（6000人収容）：自転車（トラック）[1]
- 北京工人体育館（1万2000人収容）：柔道[1]
- 順義オリンピック水上公園（2万7000人収容）：ボート[1]
- 十三陵ダム湖周辺（3000人収容）：自転車（ロード）[1]

### 北京市外
- 青島 - 青島国際帆船センター（英語版、中国語版）（9000人収容）：セーリング[1]
- 香港 - 香港オリンピック馬術競技場（中国語版）（1万8000人収容）：馬術[1]

## 各国のメダル獲得数順位
| 順 | 国・地域         | 金 | 銀 | 銅 | 計  |
| -- | ---------------- | -- | -- | -- | --- |
| 1  | 中国             | 89 | 70 | 52 | 211 |
| 2  | イギリス         | 42 | 29 | 31 | 102 |
| 3  | アメリカ合衆国   | 36 | 35 | 28 | 99  |
| 4  | ウクライナ       | 24 | 18 | 32 | 74  |
| 5  | オーストラリア   | 23 | 29 | 27 | 79  |
| 6  | 南アフリカ共和国 | 21 | 3  | 6  | 30  |
| 7  | カナダ           | 19 | 10 | 21 | 50  |
| 8  | ロシア           | 18 | 23 | 22 | 63  |
| 9  | ブラジル         | 16 | 14 | 17 | 47  |
| 10 | スペイン         | 15 | 21 | 22 | 58  |

### 日本人メダリスト
- 金メダル
  - 伊藤智也 陸上競技 男子400m T52
  - 伊藤智也 陸上競技 男子800m T52
  - 石井雅史 サイクリング 男子1kmタイムトライアル（CP4）
  - 鈴木孝幸 水泳 男子50m平泳ぎ SB3
  - 国枝慎吾 車いすテニス 男子シングルス オープン
- 銀メダル
  - 神谷千恵子 アーチェリー 女子個人コンパウンド オープン
  - 高田稔浩 陸上競技 男子400m T52
  - 高田稔浩 陸上競技 男子800m T52
  - 上与那原寛和 陸上競技 男子マラソン
  - 笹原廣喜 陸上競技 男子車いすマラソン T54
  - 山本篤 陸上競技 男子走幅跳 F42/44
  - 八巻智美 陸上競技 女子100m T52
  - 八巻智美 陸上競技 女子200m T52
  - 藤田征樹 サイクリング 男子個人追い抜き（LC3）
  - 石井雅史 サイクリング 男子個人追い抜き（CP4）
  - 藤田征樹 サイクリング 男子1kmタイムトライアル（LC3/LC4）
  - 藤本聰 柔道 男子66kg級
  - 小山恭輔 水泳 男子50mバタフライ S6
  - 河合純一 水泳 男子50m自由形 S11
- 銅メダル
  - 高田稔浩 陸上競技 男子マラソン T52
  - 大井利江 陸上競技 男子円盤投 F53/54
  - 田中照代 陸上競技 女子100m T52
  - 藤田征樹 サイクリング 男子個人タイムトライアル（LC3）
  - 石井雅史 サイクリング 男子個人タイムトライアル（CP4）
  - 河合純一 水泳 男子100mバタフライ S11
  - 鈴木孝幸 水泳 男子150m個人メドレー SM4
  - 国枝慎吾・斎田悟司組 車いすテニス 男子ダブルス